# Histhan Mandali
Histhan Mandali (en népalais : हिस्थान मण्डली) est un comité de développement villageois du Népal situé dans le district de Myagdi. Au recensement de 2011, il comptait 1 675 habitants.